# Schiedam
Schiedam (wym. [sχiˈdɑm]ⓘ) – miasto i gmina w Holandii, wchodzące w skład zespołu miejskiego Rotterdamu. Jest położone w  prowincji Holandia Południowa. Schiedam znane jest z produkcji narodowego trunku Jenever, historycznego centrum z kanałami wodnymi oraz najwyższych na świecie  wiatraków.

## Historia
Około 1250 r. zbudowano tamę na rzece Schie, by zapobiec zalaniu  polderów przez morze. Powstanie  tamy zwiększyło znaczenie handlowe miasta, które rozwinęło się dość dynamicznie. Aleida van Avesnes, siostra Wilhelma II, nadała w 1275 r. prawa miejskie.
W mieście żyła święta Ludwina (1380–1433), katolicka święta, mistyczka.

## Geografia
Schiedam leży w  Holandii Południowej. Z trzech stron ograniczona jest miastem i portem Rotterdam, Vlaardingen i rzeką Nowa Moza.

## Demografia
Liczba mieszkańców: 75 399 (stan na 1.01.2006)

## Muzea
- Het Stedelijk Museum
- Het Gedestilleerd Museum
- Het Glasmuseum Schiedam
- Museummolen De Nieuwe Palmboom
- Nationaal Coöperatie Museum Schiedam

## Atrakcje turystyczne
- Stary ratusz miejski (Oude stadhuis)
- Kościół św. Jana
- Bazylika św. Ludwiny
- Ruiny zamku "Huis te Riviere"
- Pięć najwyższych na świecie wiatraków
- De Plantage
- De korenbeurs
- Kanały schiedamskie

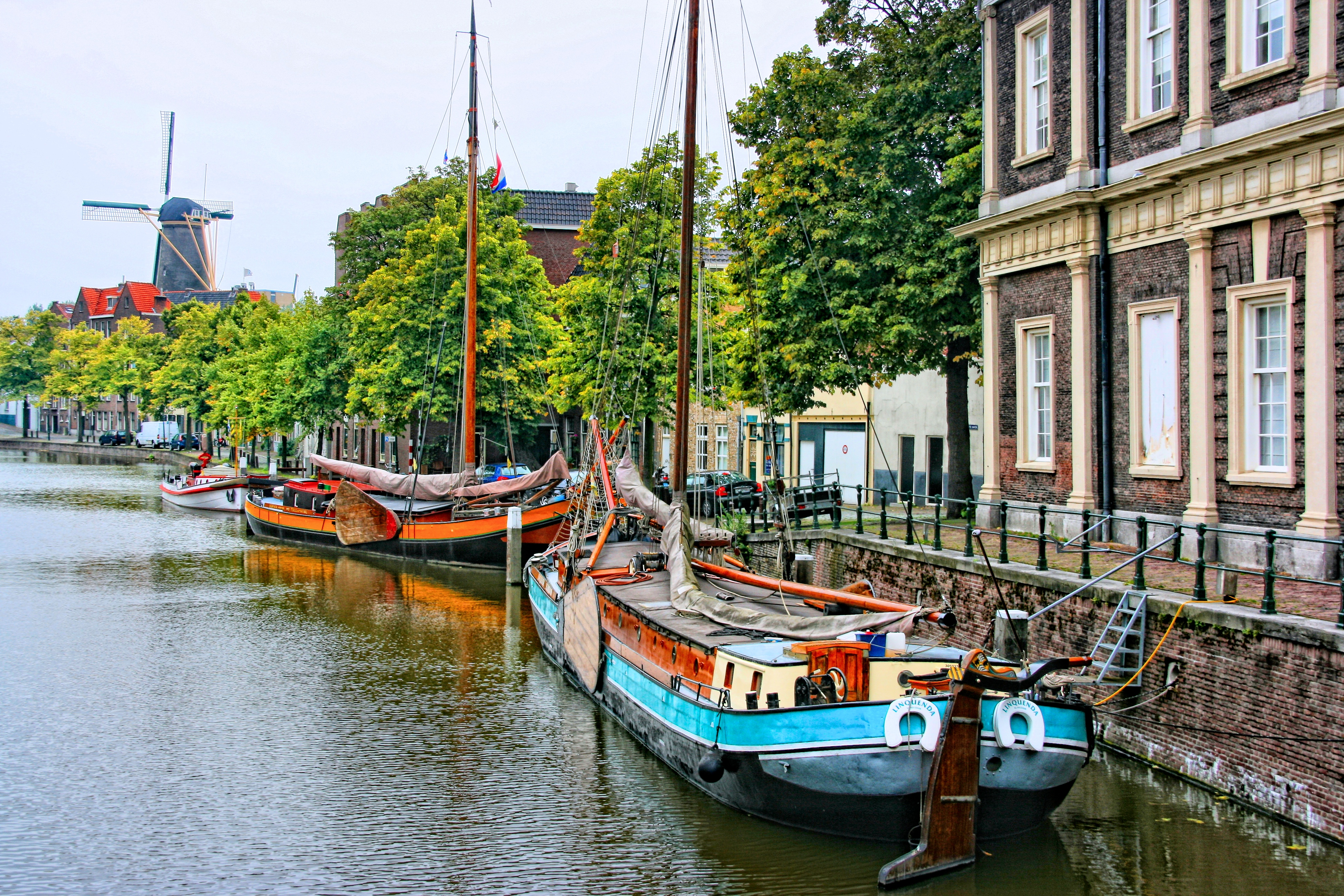
Kanał Korte Haven
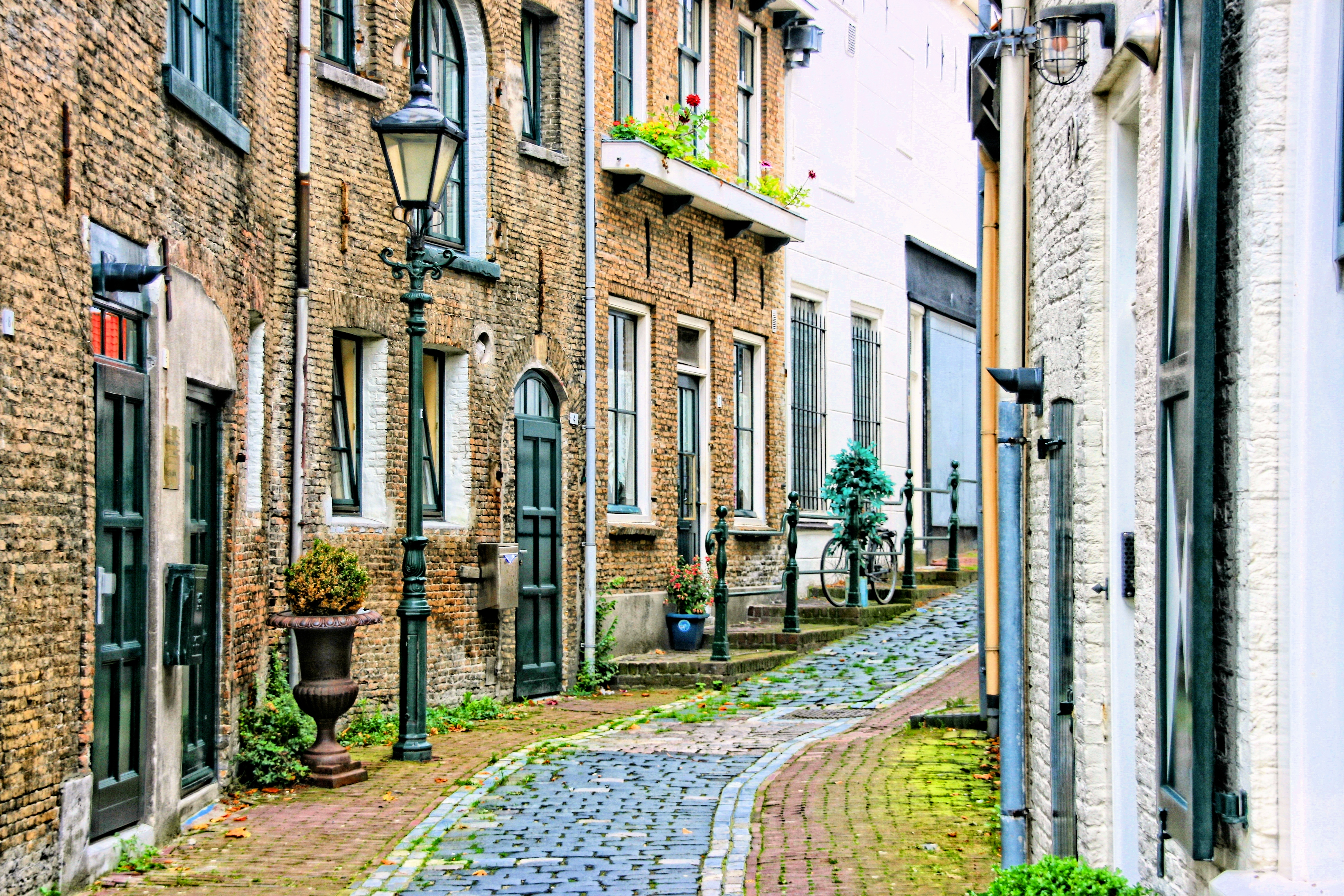
Uliczka starego miasta: Overmaassesteeg
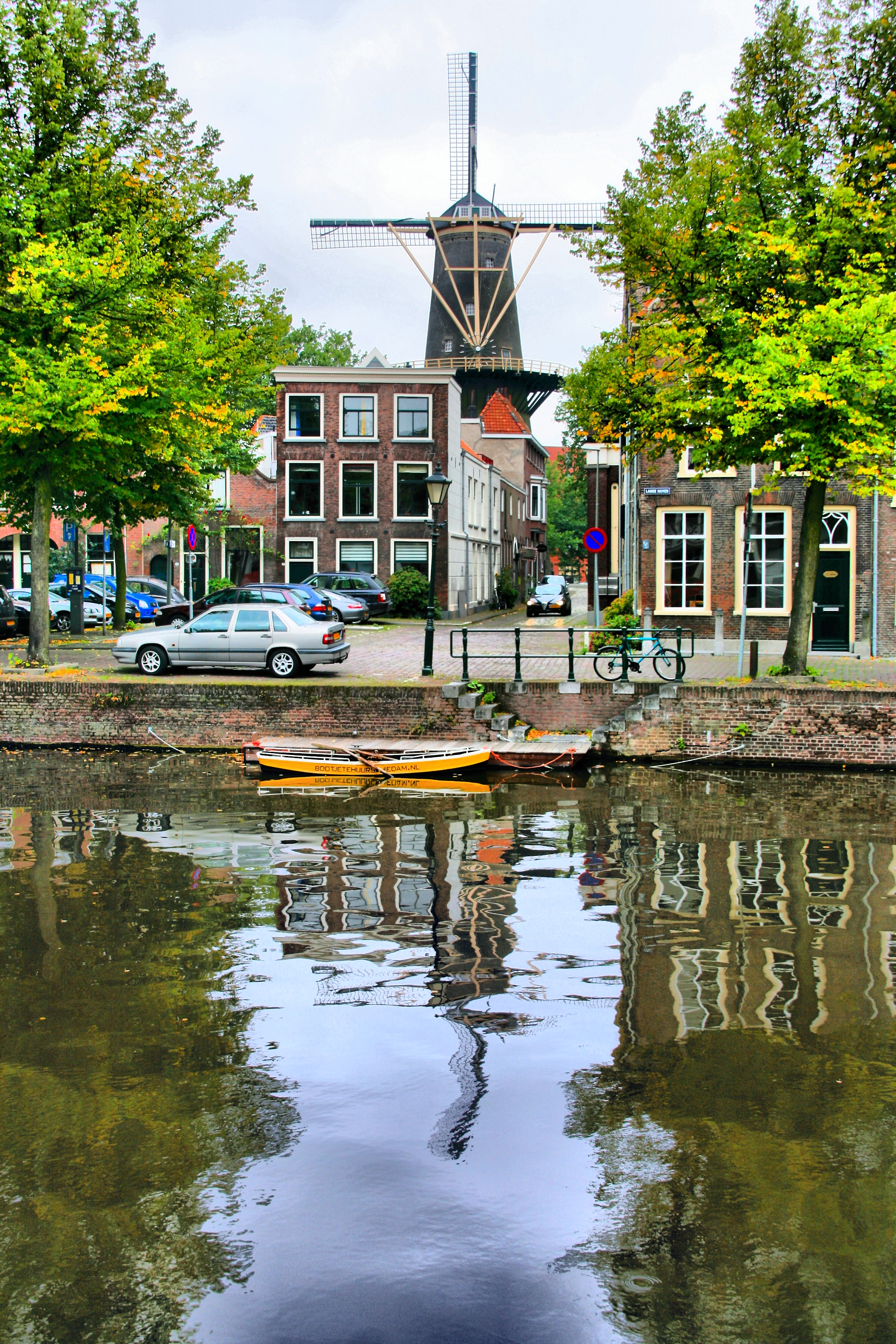
Kanał Lange Haven i historyczny wiatrak De Walvisch
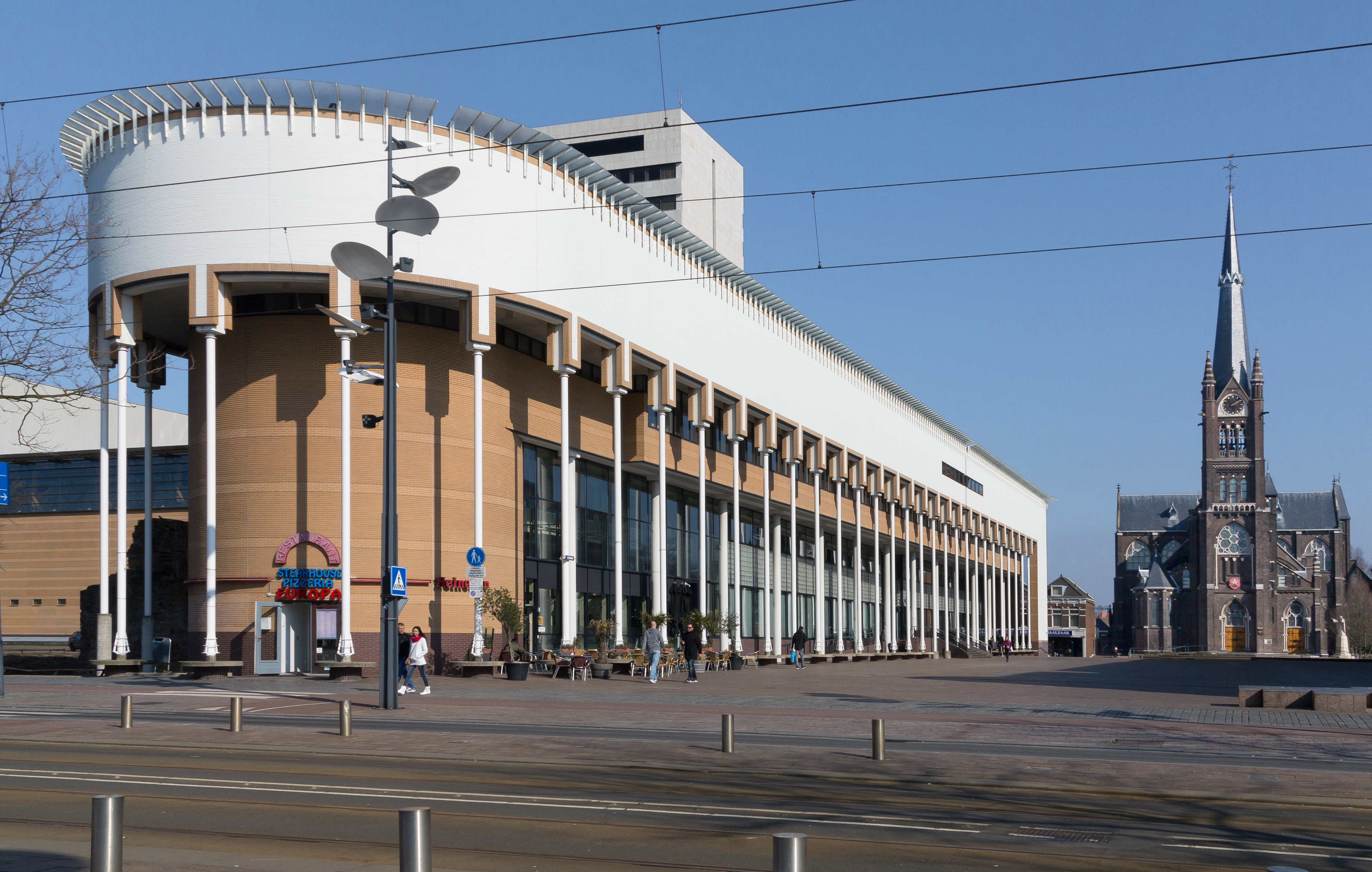
Nowy ratusz i bazylika

## Ludzie z Schiedam
- Św. Ludwina
- Rien Poortvliet
- Pieter van Vollenhoven
- Pauline van der Wildt
- Elizabeth Witmer
- Erik Jazet
- Zanger Bob
- Neophyte
- Danny Koevermans
- Robert Maaskant
- John de Wolf

Schiedam jest miastem partnerskim Piotrkowa Trybunalskiego.